# 104.ª División Jäger (Wehrmacht)
La 104.ª División Jäger fue una división de infantería del ejército alemán en la Segunda Guerra Mundial. Se formó en abril de 1943 al renombrar la 704.ª División de Infantería, que se formó en abril de 1941. La división sirvió en la Yugoslavia ocupada por los alemanes en mayo de 1941, donde participó en operaciones antipartisanas y de seguridad en el Estado Independiente de Croacia. En abril de 1943, se reorganizó y se designó como la 104.a División Jäger y participó en la Batalla de Sutjeska en junio de 1943.Tras la rendición italiana, partes de la división participaron en el asesinato de miles de italianos de la 33 División de Infantería Acqui en septiembre de 1943, en la isla griega de Cefalonia en uno de los crímenes de guerra de mayor escala cometido por tropas de un ejército alemán que no fuesen las Waffen SS.
La división se rindió ante el ejército yugoslavo en Celje, Eslovenia, en mayo de 1945. Muchos de los sobrevivientes de la división, incluido el comandante general Friedrich Stephan, fueron ejecutados por los yugoslavos después de rendirse.

## Fondo
El objetivo principal de las divisiones jäger alemanas era luchar en terreno adverso donde las formaciones más pequeñas y coordinadas eran más capaces de combatir que la fuerza bruta que ofrecían las divisiones de infantería estándar. Las divisiones jäger estaban mejor equipadas que las divisiones de montaña, pero no tan bien armadas como las formaciones de infantería más grandes. En las primeras etapas de la guerra, eran las divisiones de interfaz que luchaban en terrenos accidentados y estribaciones, así como en áreas urbanas, entre las montañas y las llanuras. Los jägers (cazadores en alemán), contaban con un alto grado de entrenamiento y comunicaciones ligeramente superiores, así como con un buen apoyo artillero. En las etapas intermedias de la guerra, a medida que se reducían las divisiones de infantería estándar, la estructura de divisiones Jäger, con dos regimientos de infantería, se convirtió en la tabla estándar de organización.

## Comandantes
- Mayor General Heinrich Borowski (22 de abril de 1941 - 15 de agosto de 1942)
- Generalleutnant Hans Juppe (15 de agosto de 1942 - 20 de febrero de 1943)
- Generalleutnant Hartwig von Ludwiger (20 de febrero - 30 de abril de 1943)
- Oberst Ludwig Steyrer (mayo de 1943)
- General de Infantería Hartwig von Ludwiger (mayo de 1943 - 29 de abril de 1945)
- Generalleutnant Friedrich Stephan (29 de abril - 8 de mayo de 1945)[5]

## Área de operaciones
- Alemania (abril de 1941 - mayo de 1941)
- Serbia (mayo de 1941 - junio de 1943)
- Grecia (junio de 1943 - septiembre de 1944)
- Yugoslavia (septiembre de 1944 - mayo de 1945)[4]

## Orden de batalla
- Regimiento Jäger 724
- Regimiento Jäger 734
- Batallón de Reconocimiento 104
- Regimiento de Artillería 654
- Batallón de pioneros 104
- Batallón Panzerjäger 104
- Batallón de Señales 104
- Batallón de Reserva 104
- Versorgungseinheiten 104[4]